# Little Pine 116
Little Pine 116 är ett reservat i Kanada.   Det ligger i provinsen Saskatchewan, i den centrala delen av landet, 2 500 km väster om huvudstaden Ottawa.
Trakten runt Little Pine 116 består till största delen av jordbruksmark. Trakten runt Little Pine 116 är nära nog obefolkad, med mindre än två invånare per kvadratkilometer.